# Hachenhausen

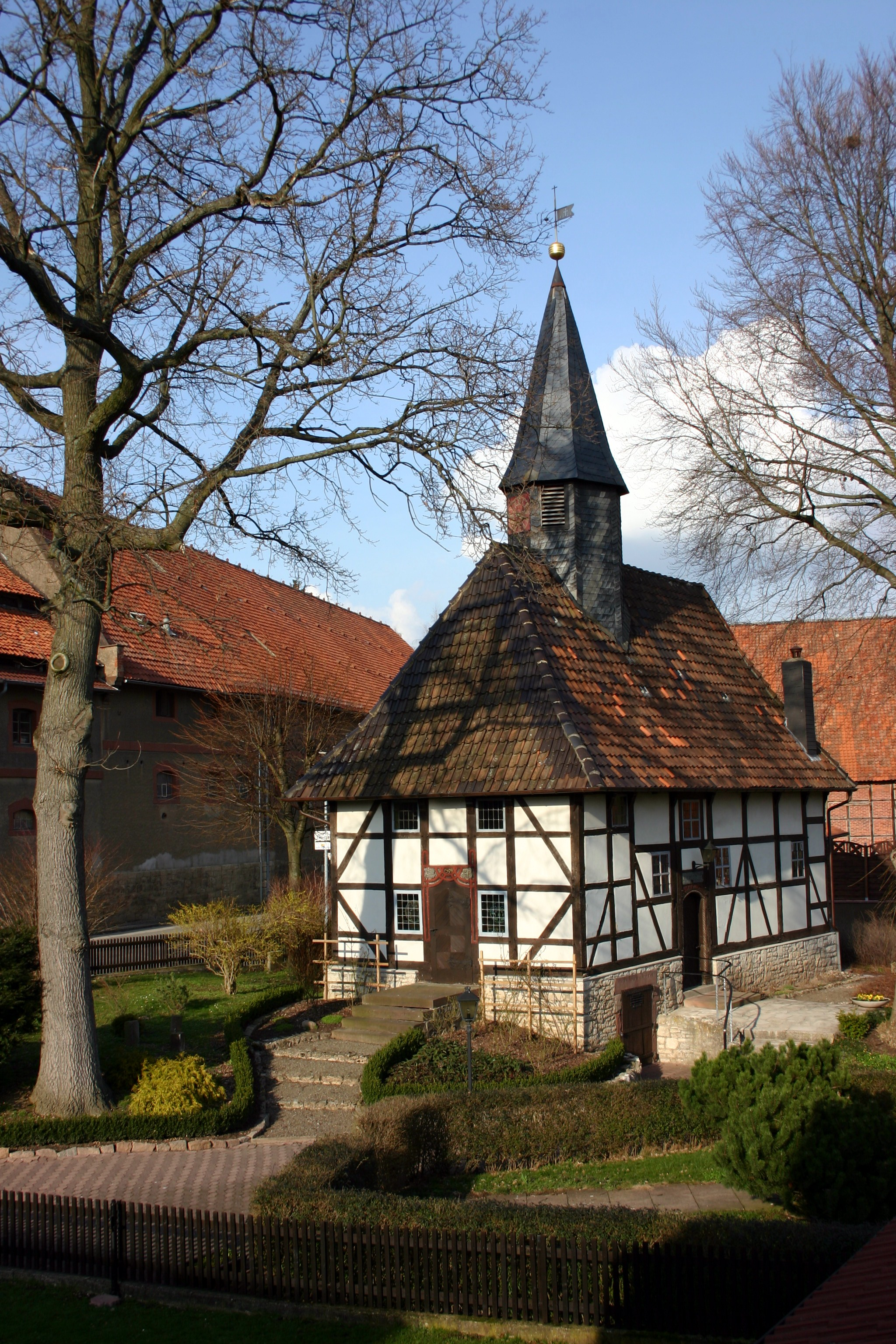
Kleine Kirche in Hachenhausen

Hachenhausen ist ein etwa 5 km von der Stadtmitte Bad Gandersheims im niedersächsischen Landkreis Northeim in östlicher Richtung entferntes Dorf mit Gutshof, sehenswerter Kapelle und Parksiedlung in der Ortslage. Es besteht aus zwei Teilen, dem Dorf und der Hebersiedlung, die durch die Bundesstraße 64 getrennt sind.
In Hachenhausen gibt es eine Freiwillige Feuerwehr, die zurzeit aus rund 20 aktiven Mitgliedern besteht. In der Jugendfeuerwehr sind 8 Jugendliche aus Hachenhausen vertreten.

## Geschichte
Hachenhausen wurde um 1007 „Hachemehusi“ und 1249 „Hachemehusen“ geschrieben.
Der am 15. Oktober 1736 gestorbene Oberamtmann bzw. Drost des Amts Gandersheim Anthon Ulrich Burchtorff, der die Kapelle umgestaltet hatte, wurde in dem von ihm erbauten Erbbegräbnis in Hachenhausen bestattet.
Am 1. März 1974 wurde Hachenhausen in die Stadt Bad Gandersheim eingegliedert.

## Politik
Gemäß der Hauptsatzung von Bad Gandersheim werden die Ortsteile der Stadt jeweils durch einen Ortsvorsteher vertreten. Aktuell ist Andreas Kropp in dieser Funktion.

## In Hachenhausen geboren
- Hans Gewecke (1906–1991), Mittäter der Schoah in Litauen

## Mit Hachenhausen verbunden
- Klaus von Vietinghoff-Scheel (* 1955), Grafik-Designer und  Theaterplastiker, wuchs hier auf